# Fountain Baby
Fountain Baby — второй студийный альбом американо-ганской певицы и автора-исполнителя Amaarae, изданный 9 июня 2023 года лейблом Interscope Records.
После выхода альбом получил широкое признание критиков и был включен Pitchfork в Список лучших альбомов первой половины 2020-х годов (№ 20) и одним из лучших альбомов 2023 года (№ 7).

## Отзывы
| Совокупная оценка   | Совокупная оценка |
| Источник            | Оценка            |
| ------------------- | ----------------- |
| Metacritic          | 95/100            |
| Оценки критиков     |                   |
| Источник            | Оценка            |
| And It Don't Stop   | A−                |
| Clash               | 9/10              |
| The Daily Telegraph | [ 7 ]             |
| Exclaim!            | 8/10              |
| NME                 | [ 8 ]             |
| The Observer        | [ 9 ]             |
| Pitchfork           | 8.7/10            |

После выхода альбом Diamond Jubilee был высоко оценён музыкальными критиками. На сайте Metacritic, который присваивает нормализованную оценку из 100 баллов рецензиям основных критиков, альбом получил среднее значение 95 балла, основанное на 8 рецензиях, что свидетельствует о «всеобщем признании».
Pitchfork назвал альбом «Лучшей новой музыкой», а Джулианна Эскобедо Шепард написала: «Ослепительный второй альбом американской певицы из Ганы — это уверенная и нетрадиционная запись, которая течет, движется и хвастается, превращаясь в один из лучших поп-альбомов года».
Тарисаи Нгангура в National Public Radio наслаждался разнообразием между песнями и был впечатлен слаженным слиянием различных жанров.
Роберт Кристгау в своей колонке «Consumer Guide» на сайте Substack оценил сдержанную благодарность Амааре за однополую одержимость, которую «она может себе позволить», будучи успешным артистом:
Ее доля славы горда и заслужена, ее голос одновременно хрупок и самодостаточен, удобства и преимущества звездного времени признаются без тщеславия и извинений, она не столько хвастается своими влюбленностями, свиданиями и завоеваниями, сколько смачно или небрежно рассказывает о них как о заветных наградах за образ жизни, и я не удивлюсь, если узнаю, что она преувеличивает... Она ценит то, что имеет, не принимая это как должное и не предполагая, что в ее истории больше не будет глав
В ретроспективном обзоре для Pitchfork Тарисаи Нгангура отметил, что «Перескакивая от хайлайфа к афропопу, от рэпа Атланты к эмбиент-электронике, Амаарае обнажила свои консервативные и дикие порывы на релизе 2023. Fountain Baby оставил старых поклонников в восторге и привела новообращенных аколитов… Здесь она выразила чувственность, которую испытывает, желая хорошо провести время, злость, возникающую от того, что ее воспринимают только через географические границы, а не через широту ее интересов, и свободу, присущую женственности, которая одновременно и скромна, и требовательна».

### Итоговые списки критиков
В сентябре 2023 года Rolling Stone назвал альбом одним из лучших альбомов 2023 года.
В 2024 году журнал Pitchfork включил этот диск в свой Список лучших альбомов десятилетия 2020-х годов (№ 20).
| Публикация | Список                                  | Ранг | Ссылка |
| ---------- | --------------------------------------- | ---- | ------ |
| Pitchfork  | The 100 Best Albums of the 2020s So Far | 20   | [ 11 ] |

| Публикация           | Список                                         | Ранг | Ссылка |
| -------------------- | ---------------------------------------------- | ---- | ------ |
| Slant                | The 50 Best Albums of 2023                     | 4    | [ 13 ] |
| The Line of Best Fit | The Line of Best Fit’s Albums of the Year 2023 | 5    | [ 14 ] |
| Pitchfork            | The 50 Best Albums of 2023                     | 7    | [ 15 ] |
| NME                  | NME’s Best Albums of 2023                      | 8    | [ 16 ] |
| The New Yorker       | Amanda Petrusich's Best Albums of 2023         | 9    | [ 17 ] |
| Crack Magazine       | The Top 50 Albums of the Year                  | 11   | [ 18 ] |
| Rolling Stone        | The 100 Best Albums of 2023                    | 26   | [ 19 ] |
| Exclaim!             | Exclaim!'s 50 Best Albums of 2023              | 43   | [ 20 ] |

## Список композиций
| №                   | Название                  | Текст песни                                              | Музыка | Продюсеры                                                  | Длительность |
| ------------------- | ------------------------- | -------------------------------------------------------- | --- | ---------------------------------------------------------- | ------------ |
| 1.                  | «All My Love»             |                                                          | Kyu Steed Leonardo Dessi | Steed Dessi                                                | 0:43         |
| 2.                  | «Angels in Tibet»         | Ama Serwah Genfi Mason "Maesu" Tanner Emeka Emele Onuoha | Amaarae Noah Glassman Ayodeji "Cracker Mallo" Olowu Kwame "KZ Didit" Kwei-Armah Steed                                          | Amaarae Cracker Mallo KZ Didit Steed                       | 2:23         |
| 3.                  | «Co-Star»                 | Genfi Tanner                                             | Amaarae Steed Dessi Oliver "Cadenza" Rodigan Tanner Kwei-Armah                                                                 | Amaarae Steed Dessi Oliver "Cadenza" Rodigan KZ Didit      | 2:47         |
| 4.                  | «Princess Going Digital»  | Genfi Tanner                                             | Amaarae Steed Tochi Bedford Kwei-Armah                                                                                         | Amaarae Bedford Steed [a] KZ Didit [a]                     | 3:09         |
| 5.                  | «Big Steppa»              | Genfi Tanner                                             | Amaarae Dessi Ed Thomas Tom Levesque Kwei-Armah                                                                                | Amaarae Dessi Ed Thomas Tom Levesque KZ Didit              | 2:57         |
| 6.                  | «Reckless & Sweet»        | Genfi Tanner                                             | Amaarae Alex Goldblatt Rodigan Kwei-Armah                                                                                      | Amaarae Goldblatt Cadenza KZ Didit Yves Rothman [a]        | 2:40         |
| 7.                  | «Wasted Eyes»             | Genfi Tanner Crystal Kay Williams                        | Amaarae Phillip Kayode Moses Robert James Perman Steed                                                                         | Amaarae KZ Didit Pheelz Rothman [a] Stype [a]              | 2:29         |
| 8.                  | «Counterfeit»             | Genfi Tanner Olujuwon Prudholme                          | Amaarae Steed Kwei-Armah Yahael Camara Onono Фаррелл Уильямс [I] Terrence Thornton [I] Gene Thornton Jr. [I] Stayve Thomas [I] | Amaarae KZ Didit Steed                                     | 2:36         |
| 9.                  | «Disguise»                | Genfi Tanner                                             | Amaarae Steed Olowu Perman Onuoha Kwei-Armah                                                                                   | Amaarae KZ Didit Steed Cracker Mallo Rothman [a] Stype [a] | 2:50         |
| 10.                 | «Sex, Violence, Suicide»  | Genfi Tanner Onuoha                                      | Amaarae Bedford Oloyede "Dara" Oluwadarasimi Bella Podpadec Alice Go Geordan Reid-Campbell                                     | Amaarae Dream Wife Geo Jordan Bedford Rothman [b]          | 4:13         |
| 11.                 | «Sociopathic Dance Queen» | Genfi Tanner                                             | Amaarae Steed Dessi Kwei-Armah                                                                                                 | Amaarae Steed Dessi KZ Didit Rothman                       | 2:20         |
| 12.                 | «Aquamarie Luvs Ecstasy»  | Genfi                                                    | Amaarae Levesque Glassman Rayan El-Hussein Goufar Malik "Venna" Venner Kwei-Armah                                              | Amaarae Steed KZ Didit Rothman                             | 4:39         |
| 13.                 | «Water from Wine»         | Genfi Tanner                                             | Amaarae Steed Olowu Kwei-Armah                                                                                                 | Amaarae KZ Didit Steed Cracker Mallo Cadenza [a]           | 2:36         |
| 14.                 | «Come Home to God»        | Genfi Tanner                                             | Amaarae Rothman Christian Gregory Michael "Quinn" Walford-Williams                                                             | Amaarae Rothman Gregory                                    | 3:20         |
| Общая длительность: | Общая длительность:       | Общая длительность:                                      | Общая длительность: | Общая длительность:                                        | 39:33        |

| №                   | Название                              | Длительность |
| ------------------- | ------------------------------------- | ------------ |
| 1.                  | «Sweeeet»                             | 1:52         |
| 2.                  | «Wanted» (при участии Naomi Sharon)   | 3:03         |
| 3.                  | «Jehovah Witness»                     | 2:17         |
| 4.                  | «Diamonds»                            | 2:37         |
| 5.                  | «This!»                               | 3:05         |
| 6.                  | «THUG (Truly Humble Under God)»       | 3:53         |
| 7.                  | «Disguise» (Remix; при участии 6lack) | 2:51         |
| Общая длительность: | Общая длительность:                   | 51:11        |

Замечания
- ↑  дополнительный продюсер
- ↑  сопродюсер
- ↑  «Counterfeit» включает сэплы песни «Wamp Wamp (What It Do)», написанной Фарреллом Уильямсом, Pusha T, No Malice и Slim Thug, записанной Clipse при участии Slim Thug.